# Mémoires de Dirk Raspe
Mémoires de Dirk Raspe est un roman de Pierre Drieu la Rochelle, rédigé en 1944 et 1945 après la fin de l'occupation allemande, et publié en 1966 après la mort de l'auteur.
Le roman décrit le développement d'un peintre, inspiré à la fois par la biographie de Vincent van Gogh, et par la jeunesse de Drieu lui-même. Le narrateur grandit dans une famille adoptive de prêtres anglicans à Birmingham, puis travaille à Londres chez un marchand de peintures où il apprend la distinction entre des bons peintres, des mauvais peintres, et des peintres nuls. Sa formation est perfectionnée par la confrontation avec des personnages différents pendant ses années suivantes dans une ville minière de la Belgique, et à la Haye.